# 二本木 (熊本市)
二本木（にほんぎ）は、熊本市西区の地名。現行行政地名は二本木一丁目から二本木五丁目。熊本市西区で最も人口密度が高い地区である。郵便番号860-0051。2016年（平成28年）時点での高齢化率は30.8%である。

## 地理
- 熊本市西区の南東部に位置し 北側は熊本駅の所在地である春日町と南は蓮台寺と接している。
- 町の東側を 白川が流れ、西側を 坪井川 が流れていることで 南北に細長い形をしている。
- 坪井川はかつては長六橋付近で白川に合流していたが、加藤清正の熊本城築城に合わせた城下町整備に伴い、祇園橋から白川橋間に築かれた石塘により白川から分離され現在の形状となった。

### 河川
- 白川 (熊本県)
- 坪井川 (熊本県)

## 名前の由来
- 国府鎮護の護国寺の裏門近くに二本の木があったから、という説が有力である。（護国寺の場所は現在の古町グランド付近）

## 歴史
- 弥生土器が二本木町の湯ノ原（現二本木五丁目付近）の畑から出土しているためこの頃には人が住んでいたと推定される。ちなみに二本木から出土したものと宮崎県日向地方で出土したものと文様が同系統であるという。
- 二本木遺跡群の調査により奈良時代には何らかの役所があったと考えられている
- 平安時代から800年にわたり肥後の国府（飽田国府）がおかれ、今で言う官庁街であり熊本の中枢であった（場所は現在のKAB付近と推定される）
- 861年 - 国府庁が湯の原（現二本木5丁目）に創建
- 893年 -  寛平の韓寇、『新羅の賊、肥後国飽田郡に於いて人宅を焼亡す』と 日本紀略に記録されている
- 932年  - 不動院 松林寺が草創される。
- 934年  - 北岡神社の前身である祇園宮（ぎおんぐう）が藤原保昌によって湯ノ原（現二本木5丁目）に創建（京都の八坂神社の御分霊を勧請）
- 937年  ‐ 国府庁が車屋敷〈現二本木二丁目〉付近に遷座
- 937年  - 祇園宮が車屋敷〈現二本木二丁目〉付近に遷座
- 1580年 - 阿蘇氏と島津氏の合戦（旦過の瀬合戦/飽田合戦）が白川河川敷（現在の世安橋付近）で行われた。二本木側には隈本城主城親賢が陣を開いたと考えられている
- 1757年 - 熊本藩第6代藩主・細川重賢が医師 村井見朴のススメにより医学校再春館が設立される（旧 宮寺村付近）
- 1793年 ‐ 二本木御殿（屋形）の建設開始
- 1783年 - 古町村出火、86軒焼失
- 1803年 - 細川治年の正室 謡台院が二本木御殿（屋形）で逝去。
- 1833年 - 雨ごい活動が行われる（△水王人形 太鼓（宮寺村）△珠逐ひ龍 僧都馬上馳（古町村）△社司二人太刀持傘持乗馬一匹馳（久末村）
- 1872年 - 廃藩置県により白川県が誕生（県庁所在地から飽田県や二本木県という案も検討されたが、知名度が低いため象徴である川の名前になった）県庁を古町村に設置。（現在は二本木3丁目に記念碑が残るのみ）[4]
- 1872年 - 明治西国御巡幸中の明治天皇が白川県庁に立ち寄る。随行していた西郷隆盛も一緒だったという。
- 1874年 - 古町村、宮寺村、久末村の一部が合併し古町村となる。
- 1874年 - 田崎学校創設（現 古町小学校の前身）
- 1875年 - 白川県庁に白川県 警察部が第四課を設置。
- 1875年 - 11月24日 白川県庁が熊本城に移転し それに伴い翌年には県名も熊本県に改称
- 1876年 - 11月 古町村字大明神遥拝宮の南隣に白川学校落成
- 1877年 - 西南戦争時、薩軍本営が今の二本木神社横の質屋・築地悌四郎方に置かれる
- 1879年 - 伝染病専門病院である二本木避病院が古町地区に設置される（熊本市立白川病院の前身）
- 1893年 - 白川学校を古町尋常小学校と改称
- 1900年 - 発音器の盗難事件が発生／二本木角油屋の前に一人の子供が発音器を出している所に一人の男が入込みに紛れ，護摸一本を盗み取りて行衛知れず逃げ失せし。件の男は新町辺の菓子屋の丁稚との噂。
- 1906年 - 二本木遊廓の入り口として三橋橋落成 落成式は3日間にわたって行われた
- 1906年 - 遥拝大明神社から二本木神社へ改称。現在の鳥居や狛犬が設置された
- 1921年 - 熊本市に編入。二本木に改称(当時人口　4,680人)
- 1927年 - 有明海台風により二本木病院本館が倒壊[5]。古町小学校校舎に被害がでる。
- 1953年 - 6・26熊本大水害で坪井川と白川に囲まれた二本木では大被害が発生 白川橋が流失
- 1962年 - 熊本鉄道病院 開院
- 1978年 - 白川橋際の不法建築撤去のため、移転先として二本木グラウンドに改良住宅を建設
- 2005年 - 熊本朝日放送が国鉄病院跡地へ移転

### 平安時代から江戸
- 肥後の国府（飽田国府/二本木府中）がおかれていた頃は、人々から 四神相応の都のようだと言われていた。北に北岡・花岡山・万日山、東は白川、西は白坪・城南などの平野、南は白川河口を背負いあたかも平安京のようだと称したという。
- 北岡神社などの「北岡」という地名は 国府があった二本木よりも北側にある丘陵地帯であったため。
- 律令政治の崩壊とともに一時肥後の中心地としての機能は失うが、二本木はその後も大きな集落として継続し、古国府（古府中）と呼ばれることになる。
- 二本木遺跡からは華南三彩　トラディスカント壺［つぼ］（中国南部で１６世紀末から１７世紀前半ごろに作られたとみられる）が出土しているため南蛮貿易を行っていたとみられる
- 肥後熊本藩第7代藩主細川治年の正室の謡台院（埴姫）が住んでいたとされる二本木御殿。その眺望図が熊本市により保管されている。
- 西南戦争の熊本城攻めの間、西郷隆盛が温泉に入っていたというエピソードが残っている。
- 熊本市飽託郡誌: 附県下名都名勝によると耕地は畑が多く隣にある春日村と共にぼうぶら（ひょうたん型のカボチャの一種）を育てるのに向いている土地だった。とはいえあまり利益が出ていたとは言えないと記されている。
- 北岡神社の祭りのひとつ神幸行列では最終的に旧社地（御旅所）である二本木グランド付近が最終地であった。この祭りの様子は「歳序雑話(天和三)土屋半弥著」 にも記されている

### 二本木遊廓（明治期〜昭和初期）

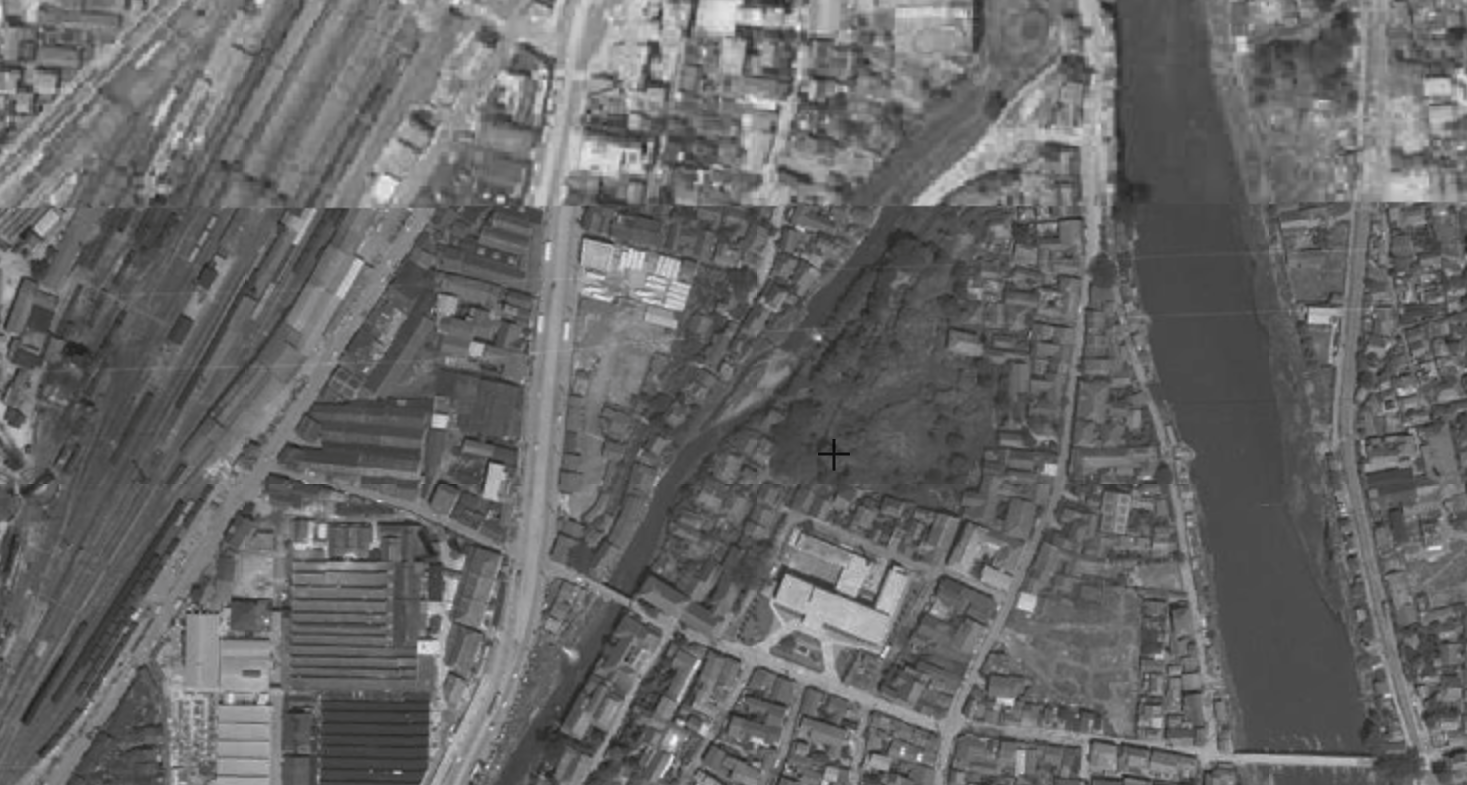
1961年～1969年に撮影された東雲楼跡

- 1877年（明治10年）、それまで熊本城の北側、京町を中心に散在していた遊廓が西南戦争で全焼したため二本木に移転。
- 明治から昭和初期にかけて西日本有数の遊廓街として栄えた。『全国遊郭案内』（昭和5年）によれば、総軒数73軒、娼妓660人。
- 熊本県で当時許可された遊廓設置ヵ所は，飽田郡二本木，宇土郡三角村，八代郡八代町，天草郡牛深村の4ヵ所である
- 主な施設として東雲楼・第二東雲楼、鶯楼・第二鶯楼、一日亭、日本亭、吾妻楼、清川亭、芳野亭、東京亭・同支店、一楽亭、翁亭、双玉楼、幸楼、角油屋、松緑楼、板倉楼、松島楼、幸楼、三妖楼などがあったが いずれも取り壊されて現存していない。
- 東雲楼は数千坪の敷地に2階建ての大本屋と25の別棟があり、庭園は水前寺成趣園にならって東海道五十三次をかたどっており完成まで10年の歳月を要したと言われている。
- 東雲楼では遊女にそれぞれ 東海道53次の宿名を付け（品川・川崎など）世襲名としていた。（花魁に関しては東雲大夫など別名）[7]
- 毎週火曜と金曜に梅毒の検査を行い私娼よりは安全であったという証言もある。（すべての施設が同じ待遇だったかは不明）
- 1900年（明治33年）、東雲楼で娼妓たちによるストライキ事件がおこる。50名ほどが一日亭や花岡山に遊女たちが立てこもり、その様子は世間を騒がせ映画や書籍の題材となった。（この動きは他の楼にも波及し二本木遊郭内で250名ほどが自由廃業をおこなった）
- 1901年 二本木女紅場設立
- 1926年　松緑楼に420円で一家の窮乏を救うために小学校女教師(25)が身売りしていたことがマスコミに報じられ、大きな反響を呼ぶ。楼主たちは救助金420円を拠出して300円を母親に寄付。女教師は松緑楼の帳場及び裁縫を担当することで決着。
- 1935年に熊本市で行われた新興熊本大博覧会のイベントとして二本木遊廓で花魁道中が行われた。
- 1949年 藤崎八旛宮秋季例大祭で初となる女性のみの団体として 二本木町特殊飲食店が飾馬奉納を行う。
- 1950年代 日雇い労働者の日当が250円程度のとき、日本亭で遊女と一晩過ごす「花代」は約1200円程度であった。
- 二本木神社の狛犬の台座の寄進者名には「二本木娼妓有志者中」と刻まれている。
- 隣の地区である蓮台寺にある、女性歌人檜垣の塔には各遊廓楼の名前が刻まれている。娼妓たちは蓮台寺詣を楽しみにしていたと言う。
- 1951年 福田流ちょぼやき（熊本におけるちょぼ焼発祥の店）が二本木3丁目にオープン。（2006年に閉店）
- 1957年 売春防止法が成立し各遊廓跡地は旅館や下宿、料亭などに転業し徐々に面影は減っていった。
- 1958年3月 二本木貸席組合が解散式の宣言を行い８０年の歴史に幕を下ろす
- 1976年（昭和51年）1月20日　二本木の旧東雲楼で出火
- 2009年  アパートとして使用されていた遊廓「日本亭」が取り壊された。

#### 二本木遊廓が舞台の作品
- 書籍 『ゆうじょこう』 村田喜代子著、新潮社、2013年
- 書籍 『紅灯の二本木花街(かがい) : 遊廓と学生のものがたり』小野 友道著、くまもと文化振興会、2013年
- 書籍 『ノスタルジック二本木』 宇並優一著、碧天舎、2003年
- 書籍 『東雲物語』 孫田秀春著、高文堂新書、1978年
- 書籍 『スポーツという女 : 二本木仲之町界隈』園村昌弘著、葦書房、1985年
- 映画 『東雲楼・女の乱』 東映、1994年
- 映画 『陽炎』 バンダイビジュアル・松竹、1991年
- 映像作品 『東雲楼』 滝本泰三、1965年
- ラジオドラマ　『東雲楼幻想』、1982　{FMラジオ劇場}.
- 歌 『東雲節』（名古屋の東雲楼の話であるという説もある）
- 民謡「五十四万石」…3番に「東雲」と歌詞がある
- 舞踊『二本木音頭』
- 絵画　『遊郭絵画』、古場田博 作

### 昭和〜平成

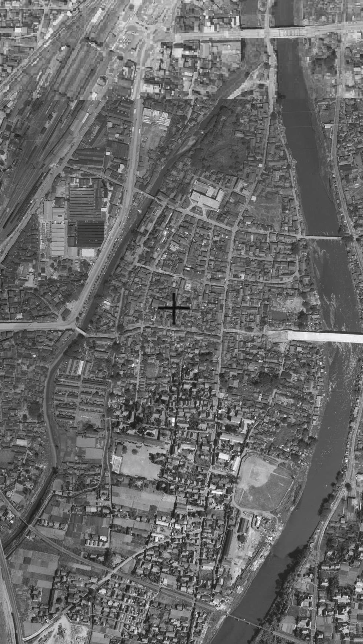
1961年～1969年に撮影された二本木地区

- 戦後は闇市も開かれ 疎開してきた沖縄県の人々と地元の暴力団の営業場所に関するもめごとが記録されている
- 熊本駅周辺の再開発事業に伴い 古い町並みが消えようとしている
- 2016年に発生した熊本地震 (2016年)により 古い建物が多数倒壊しているのが確認されている

## 産業
- 旧繁華街であり熊本駅に近いこともあり、ホテルや旅館、飲食店が多く立地しておりサービス業が盛んである。しかし近年商店街の衰退が著しい

```
 第一次産業　0.8%　第二次産業　11.8%　第三次産業82.2%　　　（平成22年 国勢調査）
```

### 名産品
- 二本木サイダー … 昔 二本木地区で生産されていた 寿サイダーを復刻した
- 熊本ラーメンの有名店が数件ある

## 世帯数と人口
2022年（令和4年）2月1日現在の世帯数と人口は以下の通りである。
| 町丁        | 世帯数    | 人口    |
| ----------- | --------- | ------- |
| 二本木1丁目 | 194世帯   | 294人   |
| 二本木2丁目 | 589世帯   | 938人   |
| 二本木3丁目 | 354世帯   | 618人   |
| 二本木4丁目 | 450世帯   | 850人   |
| 二本木5丁目 | 324世帯   | 644人   |
| 計          | 1,911世帯 | 3,344人 |

## 小・中学校の学区
市立小・中学校に通う場合、学区は以下の通りとなる。
| 丁目 | 番地 | 小学校             | 中学校             |
| ---- | ---- | ------------------ | ------------------ |
| 全域 | 全域 | 熊本市立古町小学校 | 熊本市立花陵中学校 |

## 交通

### 道路
都市計画道路二本木小碩線が地域中央を東西に横断し、さらに田崎交差点から南側に向かって南北に通っている

### 鉄道
JR九州
- 九州新幹線・鹿児島本線・豊肥本線熊本駅は徒歩圏内である。

熊本市交通局（熊本市電）
- A系統（田崎線・幹線)熊本駅前駅・二本木口停留場・田崎橋停留場が最寄だが所在地は春日町。

### バス
- 熊本都市バス
- 九州産交バス

## 施設
- 熊本朝日放送
- 肥後銀行事務センター
- 黒亭（こくてい） - 1957年（昭和32年）に開店した熊本ラーメンの有名店
- 東庵（あずまあん）‐創業（明治2年）二本木遊廓に出前をしていた歴史がある。遊廓街の東側にあった。
- 熊本出版文化会館
- 熊本市立古町小学校
- 熊本市立古町幼稚園
- すぎのこ保育園
- 二本木郵便局
- 熊本ステーションホテル
- ホテル 本陣

## 遺跡
- 二本木遺跡群
- 田崎本町遺跡
- 旦過の瀬（熊本水遺産）
- 石塘　-　加藤清正の行った工事跡。日本で最も古い分流工事の一つとされている。
- 白川県庁跡（記念碑のみ）
- 延命寺跡 観音堂 熊本三十三観音霊場 第二十五番札所 -　大礎石がありこれは二本木に国府があった時代に建てられた寺社の跡だという[9]

## 神社仏閣
- 二本木神社（二本樹神社）…西郷本営跡がある
- 宮寺熊野座神社
- 常通寺（浄通寺）
- 光伝寺
- 清祐寺
- 放牛地蔵（薬師如来坐像）
- 竹葉寺（ちくようじ）‐自害など不幸な最期を遂げた遊廓で働く女性達の為に建てられた寺。空襲により焼失

## ゆかりのある人物
- 清原元輔　　…　肥後守として赴任していた人物、歌人（清少納言の父）赴任中に熊本で亡くなる 享年83歳
- 藤原保昌　　…　肥後守として赴任していた人物（和泉式部の夫。酒呑童子討伐の為 源頼光らと大江山を訪れたとされる人物）
- 平清盛　　　…   1138年に肥後守に命じられている（本人が赴任したり 実際に二本木を訪問したかどうかは不明）
- 友枝大膳　　…   室町時代に、北岡神社御鎮座の際 京洛より供奉したる舞楽座の首班として、熊本へやってきた能の名家 友枝氏の初代の人物。細川藩のお抱え能役者の太夫として二本木に居住していた
- 安岡良亮　   …  1873年に初代白川県権令として着任した人物
- 牛島憲之　　…　画家（父親は三橋楼を経営していた牛島米太郎）
- 富永登茂（トモ/チモ）…おてもやんのモデルとされる人物 料亭「旭楼」で働いていたとされる（生まれや住居は隣の地区の春日）
- 尾形百恵　　…   東雲楼で働いていた遊女
- 梅香ふみ子　…   日本の女優（宝塚歌劇団（16期生）、文学座所属　 熊本東雲楼の楼主、中島茂七の娘　中島葵の母  ）
- 中島葵　　　…   日本の女優（東雲桜 中島家で産まれた 梅香ふみ子の娘）
- 柳妻麗三郎　…　日本の俳優、芸人、元奇術師（「ノッポさん」こと高見映の実父）
- 山田九州男　…　日本の明治時代から昭和初期にかけて活躍した新派俳優。女優山田五十鈴の父
- 原田十衛　   …　衆議院議員、ジャーナリスト
- 関晃　　　　…　歴史学者
- 古葉竹識　　…　プロ野球選手、元広島東洋カープ監督
- 船山辰幸　　…　柔道家
- 成清加奈子　…　日本のアイドル
- 園村昌弘　　…　作家、漫画原作者、映画評論家…花街にあった雑貨屋の生れで仲居や娼妓、登楼客によく映画に連れて行ってもらっていた
- チャーリー永谷　…(カントリー)歌手
- 永谷誠一　　… 日本で初めてトライアスロンの大会を開催した人物 日本トライアスロン界の父とも （チャーリー永谷の兄）
- ポチョムキン 　  … アーティスト（餓鬼レンジャー所属）
- 照瀬川邦昭   …　大相撲力士
- 黒川裕一　　…　映画監督
- 江越哲也　　…　ラジオパーソナリティ
- 坂井ユウジロー　…　画家